# Palmeira dos Índios
Palmeira dos Índios é um município brasileiro do estado de Alagoas. É a 4ª maior cidade do estado e está localizada no agreste alagoano. O município conta com 71.574 habitantes de acordo com o Censo de 2022 do IBGE. e está situado a cerca de 136 Km da capital, Maceió.

## História
Palmeira dos Índios ocupa terras originalmente habitadas pelas populações indígenas Xucurus. Foi criada como freguesia em 1798 e transformada em vila em 1835.
Entre 1928 e 1930 a prefeitura foi exercida pelo escritor Graciliano Ramos (nascido na cidade de Quebrangulo, em Alagoas), que incluiu fatos do cotidiano da cidade em seu primeiro romance, Caetés (1933). Hoje, a cidade carrega A Casa Museu Graciliano Ramos em homenagem ao escritor. 

## Geografia
Segundo estimativas populacionais divulgadas pelo IBGE/2014 o município perdeu o posto de terceira maior cidade de Alagoas para o município de Rio Largo que possui atualmente 75.267 habitantes, 1.542 a mais que Palmeira dos Índios.
Palmeira dos Índios localiza-se no interior do estado de Alagoas, a 136 km da capital, Maceió. A 342m de altitude, situa-se no sopé das serras do Candará, Boa Vista e Goíti e é banhada pelos rios Coruripe e Traipu.

### Clima
Devido à sua localização no agreste alagoano e estando a cerca de 340 metros de altitude, Palmeira dos Índios possui o clima tropical semiúmido, contendo verões quentes e invernos razoavelmente frios, com período chuvoso concentrado no inverno, especialmente entre os meses de maio a agosto. Na serra do Cristo do Goiti, início do Planalto da Borborema, a temperatura mínima no inverno pode facilmente chegar aos 14 °C durante as noites, além do vento que é constante, fazendo com que a sensação térmica seja ainda menor.
Segundo dados do Instituto Nacional de Meteorologia (INMET), referentes ao período de 1961 a 1964 e a partir de 1977, a menor temperatura registrada em Palmeira dos Índios foi de 13,8 °C nos dias 24 de junho de 1962 e 19 de setembro de 1997 e a maior atingiu 39,9 °C em 24 de novembro de 2019. O maior acumulado de precipitação em 24 horas foi de 117,3 milímetros (mm) em 8 de dezembro de 1988. Outros grandes acumulados foram 112,6 mm em 28 de abril de 1996; 111 mm em 28 de novembro de 2022; 110,8 mm em 20 de maio de 1977; 104,1 mm em 12 de março de 1988 e 102,4 mm em 12 de maio de 1978. Junho de 2025 foi o mês de maior precipitação acumulada, com 522 mm, superando o antigo recorde que era em maio de 1977, com 394,7 mm.
| Dados climatológicos para Palmeira dos Índios                                                                            | Dados climatológicos para Palmeira dos Índios | Dados climatológicos para Palmeira dos Índios | Dados climatológicos para Palmeira dos Índios | Dados climatológicos para Palmeira dos Índios | Dados climatológicos para Palmeira dos Índios | Dados climatológicos para Palmeira dos Índios | Dados climatológicos para Palmeira dos Índios | Dados climatológicos para Palmeira dos Índios | Dados climatológicos para Palmeira dos Índios | Dados climatológicos para Palmeira dos Índios | Dados climatológicos para Palmeira dos Índios | Dados climatológicos para Palmeira dos Índios | Dados climatológicos para Palmeira dos Índios |
| Mês | Jan                                           | Fev                                           | Mar                                           | Abr                                           | Mai                                           | Jun                                           | Jul                                           | Ago                                           | Set                                           | Out                                           | Nov                                           | Dez                                           | Ano                                           |
| --- | --------------------------------------------- | --------------------------------------------- | --------------------------------------------- | --------------------------------------------- | --------------------------------------------- | --------------------------------------------- | --------------------------------------------- | --------------------------------------------- | --------------------------------------------- | --------------------------------------------- | --------------------------------------------- | --------------------------------------------- | --------------------------------------------- |
| Temperatura máxima recorde (°C)                                                                                          | 38,9                                          | 37,9                                          | 38,9                                          | 38,1                                          | 36,4                                          | 33                                            | 31                                            | 32,8                                          | 35,3                                          | 38,8                                          | 39,9                                          | 38,8                                          | 39,9                                          |
| Temperatura máxima média (°C)                                                                                            | 33,2                                          | 33,1                                          | 33                                            | 31,5                                          | 29,3                                          | 27,3                                          | 26,5                                          | 27                                            | 28,9                                          | 31,2                                          | 32,9                                          | 33,6                                          | 30,6                                          |
| Temperatura média compensada (°C)                                                                                        | 26,5                                          | 26,5                                          | 26,7                                          | 25,8                                          | 24,5                                          | 23                                            | 22,1                                          | 22,2                                          | 23,2                                          | 24,7                                          | 25,9                                          | 26,5                                          | 24,8                                          |
| Temperatura mínima média (°C)                                                                                            | 21,5                                          | 21,6                                          | 21,9                                          | 21,5                                          | 20,7                                          | 19,8                                          | 18,9                                          | 18,6                                          | 19                                            | 20                                            | 20,8                                          | 21,4                                          | 20,5                                          |
| Temperatura mínima recorde (°C)                                                                                          | 15,1                                          | 15                                            | 15,6                                          | 15,4                                          | 14,7                                          | 13,8                                          | 14,1                                          | 14,3                                          | 13,8                                          | 16,2                                          | 14,6                                          | 15,7                                          | 13,8                                          |
| Precipitação (mm) | 43,3                                          | 45,6                                          | 57,7                                          | 85,8                                          | 131,6                                         | 148,8                                         | 131,4                                         | 88,7                                          | 41,7                                          | 29,3                                          | 15,7                                          | 22,6                                          | 842,2                                         |
| Dias com precipitação (≥ 1 mm)                                                                                           | 5                                             | 5                                             | 6                                             | 9                                             | 14                                            | 18                                            | 19                                            | 14                                            | 7                                             | 3                                             | 2                                             | 2                                             | 104                                           |
| Umidade relativa compensada (%)                                                                                          | 67,8                                          | 69,3                                          | 70,8                                          | 75,7                                          | 80,7                                          | 85                                            | 85,1                                          | 82,7                                          | 77,9                                          | 71,9                                          | 66,6                                          | 65,6                                          | 74,9                                          |
| Insolação (h) | 246,8                                         | 222,2                                         | 235                                           | 211,9                                         | 182,8                                         | 152,8                                         | 156                                           | 183,7                                         | 220,8                                         | 267,4                                         | 279,8                                         | 277,9                                         | 2 637,1                                       |
| Fonte: INMET (normal climatológica de 1991-2020; recordes de temperatura: 19/02/1961 a 31/07/1964 e 01/01/1977-presente) |                                               |                                               |                                               |                                               |                                               |                                               |                                               |                                               |                                               |                                               |                                               |                                               |                                               |

### Região Metropolitana
A Lei Complementar 32 de 5 de janeiro de 2012, dispõe a criação da região metropolitana de Palmeira dos Índios. O Projeto de Lei da RMPI foi de autoria do deputado estadual Ronaldo Medeiros (PT) e a Lei Complementar sancionada pelo Governo cria também o Conselho de Desenvolvimento e Integração e dá outras providências.Medeiros observa que tendo Palmeira dos Índios a maior participação em relação à população entre todos os municípios citados, com 43,24% e tendo o maior centro urbano, se justifica que seja o centro da Região Metropolitana. A principal vantagem da criação dessa Região Metropolitana é que problemas comuns aos municípios podem ser resolvidos com soluções conjuntas, como transporte, destinação do lixo orgânico e de reciclagem, programas habitacionais e outros.
Compõem a região metropolitana os municípios de Palmeira dos Índios, Igaci, Estrela de Alagoas, Cacimbinhas, Minador do Negrão, Belém, Paulo Jacinto, Major Isidoro e Mar Vermelho, desfrutando essas cidades de serviços e infraestrutura comuns entre elas.